# Theodor Panofka

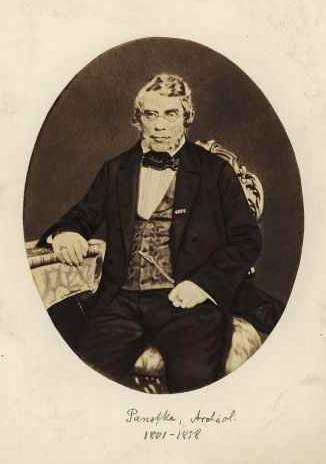
Theodor Panofka

Theodor Sigismund Panofka (* 25. Februar 1800 in Breslau; † 20. Juni 1858 in Berlin) war ein deutscher Archäologe, Historiker und Philologe.

## Leben und Werk
Panofka studierte an der Berliner Universität 1819 bis 1823 Philologie. 1823 ging er nach Italien. In Rom gehörte er mit Otto Magnus von Stackelberg, Eduard Gerhard und August Kestner in Rom zum Kreis der römischen Hyperboreerer. 1826 begegnete er dem französischen Diplomaten und Sammler Pierre-Louis de Blacas d’Aulps, in dessen Diensten er fortan als Hauslehrer, Berater und Hausgelehrter stand, sowohl in Neapel als auch in Paris. Gemeinsam gehörten sie 1829 zu den Gründern des „Instituto di corrispondenza archeologica“, des späteren Deutschen Archäologischen Instituts, in dem Blacas zum ersten Präsidenten, Panofka zum auswärtigen Sekretär in Paris ernannt wurden. Am Archäologischen Museum in Neapel, an dem er mit Eduard Gerhard tätig war, beschäftigte Panofka sich mit der Katalogisierung antiker Vasen. 
1835 zog er nach Berlin, 1836 wurde er Assistent am Königlichen Museum in Berlin, 1843 außerordentlicher Professor für Archäologie an der Berliner Universität. Ab 1856 war er Konservator der Königlichen Vasensammlung in Berlin.
1836 wurde er als ordentliches Mitglied in die Preußische Akademie der Wissenschaften und 1849 als assoziiertes Mitglied in die Académie royale des Sciences, des Lettres et des Beaux-Arts de Belgique aufgenommen.
Theodor Panofka starb 1858 im Alter von 58 Jahren in Berlin und auf wurde auf dem St.-Matthäus-Kirchhof in Schöneberg beigesetzt. Das Grab ist nicht erhalten geblieben.

## Schriften (Auswahl)
- Recherches sur les véritables noms des vases grecs et sur leurs differens usages, d'après les auteurs et les monumens anciens. Paris 1829. (Digitalisat)
- Antiques du Cabinet du Comte de Pourtals-Gorgier. Paris 1834.
- Terracotten des königlichen Museums zu Berlin. Reimer, Berlin 1842. (Digitalisat)
- Bilder antiken Lebens. Reimer, Berlin 1843. (Digitalisat)
- Asklepios und die Asklepiaden. Abhandlungen der Berliner Academie, 1845. (Digitalisat)
- Die griechischen Eigennamen mit Kalos im Zusammenhang mit dem Bilderschmuck auf bemalten Gefäßen. Akademie der Wissenschaften, Berlin 1850. (Digitalisat)
- Friedrich von Raumer (Hrsg.): Antiquarische Briefe. Leipzig 1851